# Cantone di Laon-1
Il Cantone di Laon-1 è una divisione amministrativa dell'arrondissement di Laon con capoluogo Laon. È stato creato come cantone di Laon-Nord nel 1973 per suddivisione del Cantone di Laon in due parti; l'altra parte è rappresentata dal Cantone di Laon-2 (ex cantone di Laon-Sud).
A seguito della riforma approvata con decreto del 21 febbraio 2014, che ha avuto attuazione dopo le elezioni dipartimentali del 2015, ha assunto il nome attuale ed è passato da 9 a 29 comuni più parte del comune di Laon.

## Storia
Una nuova suddivisione territoriale dell'Aisne è entrata in vigore nel marzo 2015, definita con decreto del 21 febbraio 2014, in applicazione delle leggi del 17 maggio 2013 (legge organica 2013-402 e legge 2013-403). I consiglieri dipartimentali sono, a partire da queste elezioni, eletti a scrutinio maggioritario binominale misto. Gli elettori di ciascun cantone eleggono al Consiglio dipartimentale, nuova denominazione del Consiglio generale, due membri di sesso diverso, che si presentano in coppia di candidati. I consiglieri dipartimentali sono eletti per 6 anni a scrutinio binominale maggioritario a due turni, l'accesso al secondo turno necessita del 12,5 % degli iscritti al primo turno. Inoltre la totalità dei consiglieri dipartimentali è rinnovata. Questo nuovo modo di scrutinio necessita una nuova ripartizione dei cantoni il cui numero è diviso per due con arrotondamento all'unità dispari superiore
Nell'Aisne, il numero dei cantoni è passato così da 42 a 21. Il cantone di Laon-1 fa parte degli otto nuovi cantoni del dipartimento, i tredici altri cantoni portano la denominazione d'un vecchio cantone, ma con dei limiti territoriali diversi. Il cantone di Laon-1 riprende l'insieme dei comuni del Cantone di Laon-1, con modifiche della frazione cantonale della città di Laon, con l'aggiunta dei comuni del cantone di Anizy-le-Château salvo quelle di Laval-en-Laonnois, di Monampteuil e di Chevregny. Clacy-et-Thierret, comune del cantone di Laon-Sud è attribuito al nuovo cantone. Esso comprende 29 comuni con la frazione del comune di Laon. L'ufficio centrale è posto a Laon.
Il 1º gennaio 2019, Anizy-le-Château, Faucoucourt e Lizy vengono fusi per formare il nuovo comune di Anizy-le-Grand mentre il comune nuovo di Cessières-Suzy è creato dalla fusione dei comuni di Cessières e Suzy. Inizialmente formato da ventinove comuni, il cantone comprende ormai ventisei comuni con la frazione del comune di Laon.

## Composizione
Oltre a una parte di Laon, gli 8 comuni facenti parte prima della riforma del 2014 erano:
- Aulnois-sous-Laon
- Besny-et-Loizy
- Bucy-lès-Cerny
- Cerny-lès-Bucy
- Chambry
- Crépy
- Molinchart
- Vivaise

Dal 2015, oltre a una parte di Laon, i comuni appartenenti al cantone sono i seguenti 29:
- Anizy-le-Château
- Aulnois-sous-Laon
- Bassoles-Aulers
- Besny-et-Loizy
- Bourguignon-sous-Montbavin
- Brancourt-en-Laonnois
- Bucy-lès-Cerny
- Cerny-lès-Bucy
- Cessières
- Chaillevois
- Chambry
- Clacy-et-Thierret
- Crépy
- Faucoucourt
- Laniscourt
- Lizy
- Merlieux-et-Fouquerolles
- Molinchart
- Mons-en-Laonnois
- Montbavin
- Pinon
- Prémontré
- Royaucourt-et-Chailvet
- Suzy
- Urcel
- Vaucelles-et-Beffecourt
- Vauxaillon
- Vivaise
- Wissignicourt